# مورغان فروست
مورغان فروست هو لاعب هوكي الجليد كندي، ولد في 14 مايو 1999 في أونتاريو في كندا.

## وصلات خارجية
- مورغان فروست على موقع دوري الهوكي الوطني (الإنجليزية)
- مورغان فروست على موقع EliteProspects.com (الإنجليزية)
- مورغان فروست على موقع Eurohockey.com (الإنجليزية)
- مورغان فروست على موقع HockeyDB.com (الإنجليزية)
- مورغان فروست على موقع Hockey-Reference.com (الإنجليزية)